# Henry Frederick Baker
Henry Frederick Baker (Cambridge, 3 luglio 1866 – Cambridge, 17 marzo 1956) è stato un matematico britannico, conosciuto principalmente per i suoi lavori in geometria algebrica, ma anche per contributi sulle equazioni alle derivate parziali (riguardo a quello che oggi è conosciuto come solitone) e sui gruppi di Lie. Ha ricevuto nel 1910 la Medaglia Sylvester e nel 1915 gli è stata assegnata la Medaglia De Morgan.